# Susana Moscatel
Susana Moscatel Levy (Ciudad de México, 11 de julio de 1972). Es una productora, conductora, locutora y escritora mexicana. Ha trabajado en medios como Milenio, TV Azteca y MVS Radio.

## Biografía
Hija de Isaac Moscatel Cohen y Reyna Levy Israel. Estudió la licenciatura en Ciencias de la Comunicación en la Universidad Anáhuac del Norte (1996). También realizó estudios en actuación en el Centro Cultural Virginia Fábregas.
En 1994, Moscatel debutó como reportera en Televisión Azteca con el programa Qué y Por Qué, con Juan Manuel Farías. En 1996 se incorporó al área de noticias en programas como Ciudad Desnuda, Hechos y, más adelante, en Hola México.
Tradujo y comentó la ceremonia de los Premios Oscar por Azteca 7 durante 12 años (2006-2017) y los condujo durante cuatro (2014-2017). También fue la conductora de los programas Por Cierto y Nada Como el Cine por Azteca Internacional. Inició a la par de la edición del programa Hey!, en Milenio Diario, la conducción de diferentes espacios dentro de Milenio Televisión.
En radio inició su trayectoria en el programa La Taquilla, con René Franco, que se transmitía por FM GLOBO y, más tarde, por EXA FM en donde estuvo 3 años (1998-2001). Colaboró en Imagen Radio en el programa de Fernanda Familiar y en Radio Fórmula con Paola Rojas (2007). Para MVS Radio condujo los programas: La Mesa de la Verdad, El Sótano, Insomnio, Tal Cual con Pamela Cerdeira, Coordenada 102.5 con Enrique Muñoz y después con Jairo Calixto. Fue productora de La Hora Nacional (un programa de radio semanal del Gobierno de la República mexicana con contenido cultural y de interés general) del 2008 al 2009.

## Publicaciones
Desde 2009 tiene una columna diaria en periódico Milenio llamada Estado Fallido. Ha publicado dos libros: Toda mujer debe tener un marido gay y la novela Enganchados por la casa Editorial Planeta. De igual manera, ha participado en revistas como Siempre, Cinemanía y Empire México.

## Teatro
- Pan The Musical (J.M. Barrie)  - Ocesa. Traducción y adaptación (2011)
- Toyer (Gardner McKay)  - Ocesa.  Traducción y adaptación (2010)
- August Osage (Tracy Letts) - Ocesa. Traducción y adaptación (2010)
- Los monólogos de la vagina - Ocesa. Actriz (2008)
- Anne Frank (Frances Goodrich y Albert Hackett) - Ocesa. Traducción
- The blonde, the brunette and de vengeful redhead (Robert Hewitt) - Ocesa. Traducción y adaptación (2009)
- Catholic Girls (Casey Curtí) - Ocesa.  Traducción y adaptación (2008)
- Doubt (E John Patrick Shanley) - Ocesa. Traducción y adaptación (2007)
- Visiting Mr. Green - Ocesa. Traducción y adaptación (2007)
- The Good Body (Eve Ensler)  Traducción y adaptación
- Defending the caveman (Rob Becker) - Ocesa.  Traducción y adaptación (2001)
- Los monólogos de la vagina Traducción y adaptación (2000), (El show sigue en cartelera con casa llena desde hace 13 años)
- Rent The Musical (Jonathan Larson). - Ocesa Traducción y adaptación (1999)
- El Rey Leon - Ocesa Traducción y adaptación
- Billy Elliot (musical)[11] - Producciones Gou
- Les Miserables Adaptación de versión Española